# Francys Sudnicka
Francys Sudnicka (sinh ngày 09 tháng 12 năm 1979 tại Valencia, Venezuela) là một người mẫu người Ba Lan-Venezuela.
Cô sinh ra ở thành phố Valencia, Venezuela và sống ở Ba Lan cho đến khi trưởng thành. Sau đó, cô quay trở lại Venezuela để theo đuổi cuộc thi sắc đẹp, trước khi trở lại tốt cho Ba Lan.
Cô được chú ý vì là cựu thí sinh thứ hai của cuộc thi Hoa hậu Venezuela (sau Natascha Börger) để giành quyền đại diện cho một quốc gia khác tại cuộc thi Hoa hậu Hoàn vũ.

## Tuổi thơ
Francys Mayela Sudnicka sinh ngày 9 tháng 12 năm 1979 tại Valencia, Venezuela. Thông qua tổ tiên Ba Lan của gia đình cô, cha mẹ của Sudnicka đã có thể chuyển đến Ba Lan cùng cô khi cô 2 tuổi. Sudnicka đi học ở Ba Lan và sống ở đó cho đến tuổi thiếu niên. Mặc dù vậy, cô không bao giờ mất quyền công dân Venezuela và do đó có thể đại diện cho Venezuela tại các cuộc thi sắc đẹp. Vì mục đích này, Sudnicka tạm thời trở lại Venezuela vào năm 2002.

## Hoa hậu Venezuela 2003
Năm 2003, Sudnicka được vinh danh là người bán kết trong cuộc thi sơ khảo Hoa hậu Centroccidental, một trong những lựa chọn lớn nhất của các ứng cử viên cho cuộc thi quốc gia mạnh mẽ của Venezuela. Các thẩm phán đã cho đi danh hiệu của sáu tiểu bang nhưng không chọn Sudnicka. Tuy nhiên, chủ tịch của cuộc thi Hoa hậu Venezuela, đã ghi đè họ và ra lệnh cho Sudnicka được gửi đến Caracas để chuẩn bị cho cuộc thi Hoa hậu Venezuela 2003. Sudnicka được bổ nhiệm làm đại diện của bang Trujillo, nằm trong top 10.

## Hoa hậu Ba Lan 2005
Sudnicka đại diện cho cộng đồng Ba Lan tại Venezuela trong tại cuộc thi Hoa hậu Ba Lan 2005. Người chiến thắng của cuộc thi đã được quyền đi thi Hoa hậu Thế giới trong khi Sudnicka, Á hậu, được chọn làm đại diện Hoa hậu Hoàn vũ của Ba Lan.

## Hoa hậu Hoàn vũ 2006
Vào tháng 12 năm 2005, Sudnicka chuẩn bị cho danh hiệu Hoa hậu Hoàn vũ 2006, sau Natascha Börger là cựu sinh viên thứ hai của cuộc thi Hoa hậu Venezuela để giành vương miện nước ngoài sau khi tham gia Hoa hậu Venezuela không thành công. Vì Börger rất thành công khi đại diện cho Đức trong các cuộc thi quốc tế, Sudnicka là một người được yêu thích rõ ràng để trở thành ít nhất là một Á hậu tại Hoa hậu Hoàn vũ, nhưng cô đã bỏ cuộc.

## Hoa hậu Trái Đất 2006
Sau khi trở về Ba Lan, Sudnicka cũng tham dự cuộc thi Hoa hậu Trái Đất 2006 tại Manila, Philippines cùng 81 thí sinh khác với tư cách là đại diện của Ba Lan. Cô lọt vào Top 8.

## Bước nhảy hoàn vũ
Năm 2009, cô tham gia phiên bản thứ 9 của phiên bản Ba Lan " Bước nhảy hoàn vũ ". Cô được hợp tác với vũ công và biên đạo múa chuyên nghiệp ukasz Czarnecki. Sudnicka đã được bỏ phiếu trong tuần thứ 5, kết thúc ở vị trí thứ 7.

## Cuộc sống cá nhân
Sudnicka mang quốc tịch Ba Lan và Venezuela. Cô thông thạo tiếng Ba Lan, tiếng Tây Ban Nha và tiếng Anh.
Sau khi gặp vũ công và biên đạo múa chuyên nghiệp người Ba Lan ukasz Czarnecki tại Dancing with the Stars, cô bắt đầu hẹn hò với anh.
Năm 2011, con gái của cặp vợ chồng, Francine, được sinh ra. Họ sống ở Gdańsk.